# João Stuart, Duque de Albany
John Stuart, Duque de Albany (1481 ou 1484 – 2 de julho de 1536 em Mirfleur, França) foi Regente da Escócia, Duque de Albany no pariato da Escócia e conde-consorte de Arverne e Lauraguais, em França.
Durante a Guerra Italiana de 1521-1526, entre França, Espanha e o Sacro Império Romano-Germânico, Albany foi colocado no comando de um terço das tropas de Francisco I e enviado para atacar as forças papais e também a Nápoles, então sob domínio espanhol. Devido à inepta liderança os restantes dois terços do exército se chocaram com as forças imperiais em Pavia (1525) e estas foram derrotas tendo sido o rei Francisco I e incontáveis nobres franceses feitos reféns. As tropas de Albany sofreram diversas emboscadas e deserções, e este retornou para a França sem haver chegado a Nápoles.

## Biografia
John Stuart, Duque de Albany foi conhecido na história política da Escócia como o "Regente Albany". Era neto do rei Jaime II da Escócia (1430-1469), como filho de seu filho Alexander Stuart (1454-1485), Duque de Albany, e de sua segunda esposa. Cresceu nas propriedades da mãe na França. O pai morreu quando tinha quatro anos. Nela termina o ducado de Albany.
Quando o rei Jaime IV da Escócia foi morto em Flodden, convidaram-no a ser Regente do menino Jaime V da Escócia. Sua tardança em aceitar a regência se deveu a sua falta de entusiasmo e à influência do rei da Inglaterra Henrique VIII, cuja irmã, Margarida Tudor, mãe de Jaime V, desejava desempenhar-se como Regente. Foi obrigada a se aafastar da regência, porém, porque escolheu casar-se por segunda vez. 
Assim, chamado de volta, foi nomeado Regente em 1515. Chegou a Dumbarton em 1515, entre grandes pompas. Logo se ocupou em extinguir a rebelião chefiada pelo novo marido de Margarida, ambicioso e pró-partido inglês, Arquibaldo Douglas, 6.º Conde de Angus (1489-1557), junto com  James Hamilton, 1.º Conde de Arran (1475-1529) , e Lorde Home. Margarida fugiu para a Inglaterra. Albany renovou a aliança com a França, tendo dificuldades para reprimir crises internas provocadas pela rivalidade Angus-Arran. Criou a Corte de Sessões. Atacado pelo governo inglês, foi arrastado à guerra em 1522 e sofreu muitas derrotas. Em 1524 abandonou a Escócia. O Parlamento o convidou de novo,  e foi outra vez regente em julho para resistir à influência inglesa e de Margarida Tudor, a rainha viúva. Em agosto, se apoderou dela e de seus filhos em Stirling, e suprimiu a seguir a rebeldia dos Homes, Angus ( o segundo marido de Margarida) e James Hamilton, ou seja, o conde de Arran. Alexandre, terceiro lord Home, foi decapitado em outubro de 1516 e em 12 de novembro, Albany foi declarado herdeiro. 
Em 6 de junho de 1517 retornou a França, achando que o clima estava mais estável, e ali renovou a aliança entre os dois países (pelo Tratado de Rouen). Voltou à Escócia em 1521, para outra vez mais enfrentar os ingleses, mas de novo retornou à França. Pelo Tratado de Rouen, uam filha de Francisco I, Madalena de Valois, era prometida ao rei Jaime V.  Em 1521 teve que voltar de novo, atacado por Henrique VIII e por Wolsey, tendo uma reconciliação temporária com Margarida. Ajudou-a a se divorciar de Angus, partiu de novo para a França e viveu entre tumultos e guerras, mas sua regência se terminou ao assumir Jaime V em 30 de julho de 1523. 
Trouxe ouro e tropas francesas em 1523, sem causar impacto militar.  Deixou a Escócia pela última vez em 1524, deixando a Regência e o poder efetivo em mãos de Archibald Douglas. Foi servir ao exército francês na Itália em 1525 e foi nomeado embaixador francês em Roma entre 1530 e 1533). Foi ele que conduziu a Paris Catarina de Médicis, sobrinha de sua mulher, para se casar em 1534 com o príncipe Henrique (futuro Henrique II de França) e negociou o casamento de seu rei, Jaime V da Escócia. 
Soldado desafortunado mas excelente administrador, que se encarava mais como súbdito do rei da França do que do rei da Escócia. 
Casou em 1505 com Ana de La Tour de Auvérnia, filha de João III de La Tour, Conde de Auvérnia, sem posteridade.